# Łaniec
Łaniec (dodatkowa nazwa w j. niem. Lanietz) – wieś w Polsce, położona w województwie opolskim, w powiecie kędzierzyńsko-kozielskim, w gminie Polska Cerekiew.
W latach 1975–1998 miejscowość administracyjnie należała do ówczesnego województwa opolskiego.

## Nazwa
Heinrich Adamy w swoim dziele o nazwach miejscowych na Śląsku wydanym w 1888 roku we Wrocławiu jako najstarszą zanotowaną nazwę miejscowości, starszą od niemieckiej wymienia Laniec.

### Historia
Wioska była wzmiankowana w 1783 roku. Od końca XVIII w. wieś posiadała własną pieczęć, na której wizerunku widniał po prawej wspięty lew, po lewej wysoka roślina